# Sphyrapicus nuchalis
Sphyrapicus nuchalis е вид птица от семейство Picidae.

## Разпространение
Видът е разпространен в Гватемала, Канада, Мексико и САЩ.